# Hors-jeu (rugby à XV)
Pour les articles homonymes, voir Hors-jeu.
 (mai 2025).
Si vous disposez d'ouvrages ou d'articles de référence ou si vous connaissez des sites web de qualité traitant du thème abordé ici, merci de compléter l'article en donnant les références utiles à sa vérifiabilité et en les liant à la section « Notes et références ».

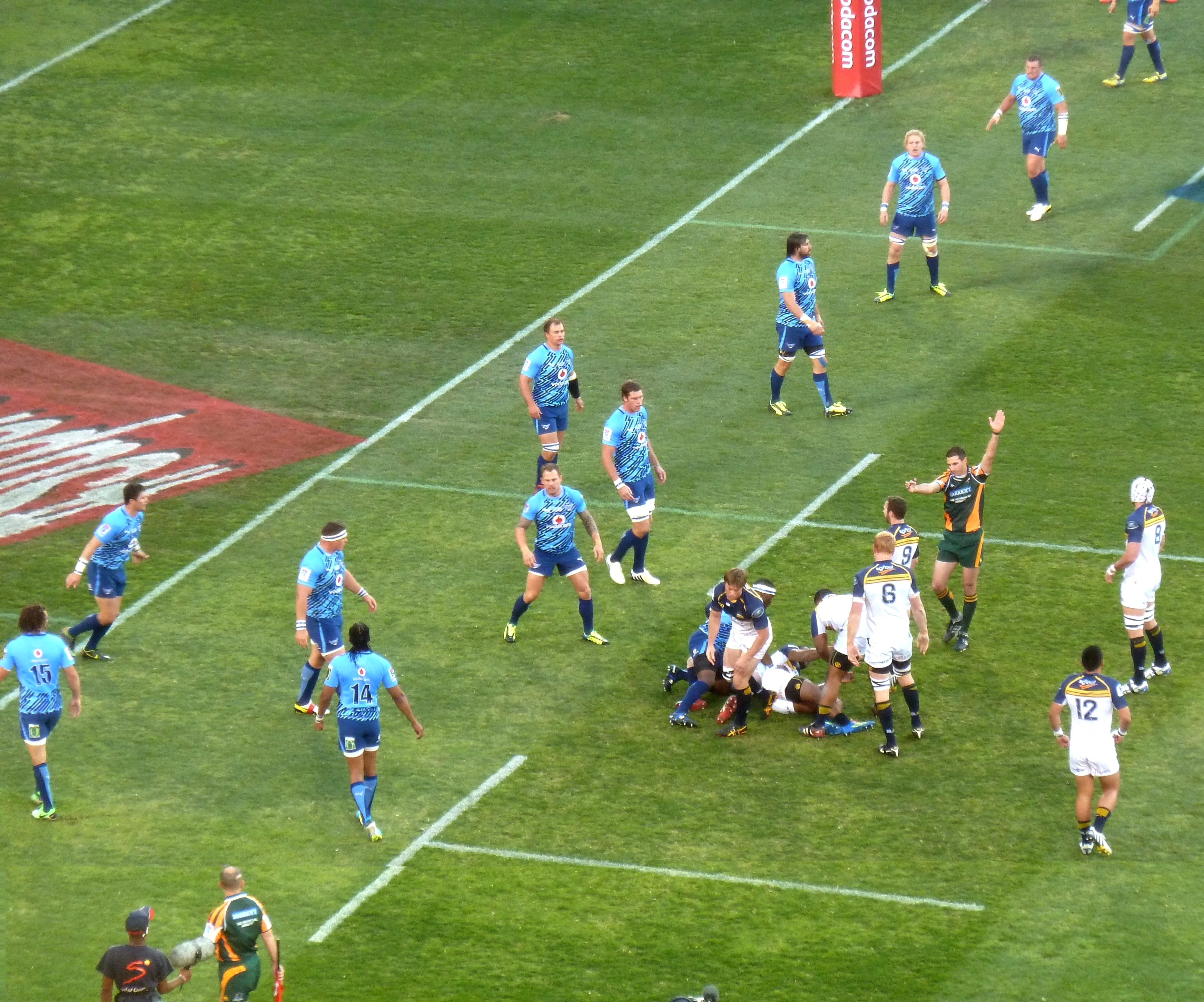
L'arbitre signale un hors-jeu lors du match des Brumbies contre Bulls en Super Rugby, 2013.

Un joueur est hors-jeu s'il se trouve soit devant un coéquipier qui porte le ballon, soit devant un coéquipier qui a joué en dernier le ballon. L'arbitre est fondé à sanctionner le joueur se trouvant dans cette position si elle gêne l'adversaire. 